# Katalaktyka
Katalaktyka (catallactics) – nauka o wymianie, część ekonomii politycznej, wyjaśniająca, na drodze prakseologicznej analizy, w jaki sposób działania uczestników rynku powodują ustalenie się proporcji wymiany oraz cen poszczególnych dóbr i usług.

## Katalaktyka i katalaksja
Termin katalaktyka spopularyzował austriacki ekonomista Ludwig von Mises, jednak jak on sam twierdzi pierwszy raz użył go Richard Whately w swojej książce Introductory Lectures on Political Economy opublikowanej w 1831 roku. Mises prócz rzeczownika „katalaktyka”, używał również przymiotnika „katalaktyczny” („catallactic”).
Podobne słowo, lecz w nieco innym znaczeniu stosował Friedrich Hayek. Używał terminu katalaksja (catallaxy) w celu określenia ekonomii rynkowej. Był on niezadowolony ze słowa „ekonomia” ze względu na jego greckie pochodzenie, tłumaczone na „zarządzanie gospodarstwem domowym”, które sugeruje, że ekonomiści w jakiś sposób kontrolują rynek. Hayek zapożyczył słowo „katalaksja” z greckiego czasownika „katallassein” (lub „katallattein”) znaczącego nie tylko „wymieniać”, ale również „przyjmować do społeczności”, „zmieniać wroga w przyjaciela”.
Katalaktyka może być zatem rozumiana jako nauka o katalaksji, czyli spontanicznej wymianie do jakiej dochodzi pomiędzy uczestnikami rynku.
Ze względu na dużą popularność Hayeka (Nagroda Nobla w 1974) określenie „katalaksja” stało się bardziej popularna od pierwotnej misesowskiej „katalaktyki”.
W Polsce w roku 2010 pojawiła się pierwsza książka poświęcona katalaktyce, której autorem jest Jarosław Poteraj, zatytułowana „Katalaktyka instytucji finansowych rynku emerytalnego w Polsce w perspektywie efektywności inwestowania”.